# Біоакумуляція
Біоакумуляція (у екології) — збільшення концентрації хімічних речовин на кожному ступені екологічної піраміди, пов'язане з тим, що кількість їжі, яка поглинається організмом набагато перевищує його власну масу, а хімічні речовини виводяться з організму не повністю.
У харчовий ланцюгу, на кожному новому ступені, доза отримуваних з їжею шкідливих речовин підвищується приблизно на порядок. Наприклад, ланцюг (планктон — риба — людина) це підвищення дози на два порядки. У інших ланцюгах доза може зростати в тисячі і десятки тисяч разів.